# Керченско-Эльтигенская десантная операция
Керченско-Эльтигенская десантная операция — операция войск Северо-Кавказского фронта (с 20 ноября 1943 года — Отдельная Приморская армия), Черноморского флота и Азовской военной флотилии при поддержке 4-й воздушной армии, проводившаяся  31 октября—11 декабря 1943 года. Целью операции было нанесение удара северо-восточнее Керчи и Эльтигена (ныне Героевское в черте города Керчь), освобождение города и порта Керчь, овладение портом Камыш-Бурун и дальнейшее освобождение Крыма.
Это одна из крупнейших десантных операций Великой Отечественной войны. Её продолжительность составила 40 суток.
Итогом операции стал захват плацдарма на Крымском полуострове.

## Предыстория
После выхода советских войск на подступы к Крыму с востока (в результате Новороссийско-Таманской операции 1943 года) противник усилил оборону Керченского полуострова, произвёл постановку минных полей в Керченском проливе.
Непосредственно полуостров оборонял 5-й армейский корпус 17-й армии Вермахта (3 дивизии и до 10 отдельных частей, всего 85 тыс. человек), усиленный танками, артиллерией и поддерживаемый авиацией, а также румынские подразделения.
В портах Керчь, Камыш-Бурун, Феодосия, Киик-Атлама противник базировал 36 десантных барж (БДБ), 37 торпедных катеров (ТКА), 25 сторожевых катеров и 6 тральщиков (с началом высадки советских десантов туда было дополнительно передислоцировано ещё около 60 БДБ).
Ставка Верховного Главного Командования утвердила план десантной операции 13 октября 1943 года. Планом десантной операции предусматривалась одновременная высадка Азовской военной флотилией трёх дивизий 56-й армии в районе северо-восточнее Керчи (главное направление) и Черноморским флотом одной дивизии 18-й армии (командарм К. Н. Леселидзе) в районе посёлка Эльтиген (ныне Героевское в черте города Керчь) на вспомогательном направлении.
После высадки десант должен был нанести удары по сходящимся направлениям и овладеть портами Керчь и Камыш-Бурун.

## Подготовка операции
Общее руководство операцией возлагалось на командующего Северо-Кавказским фронтом генерал-полковника И. Е. Петрова и его помощника по морской части командующего Черноморским флотом вице-адмирала Л. А. Владимирского. Командный пункт И. Е. Петрова находился в лесу рядом со станицей Крымская. На подготовку операции было дано мало времени ‒ не более двух недель. За это время на побережье, недалеко от старинной крепости Фанагория, был создан макет вражеских укреплений района Эльтиген. Здесь войска тренировались штурмовать «укрепления» на берегу.
На Кордоне Ильича был размещён передовой командный пункт Азовской военной флотилией. С кордона в ясную погоду просматривался весь пролив вплоть до побережья Керчи. На позициях западнее Тамани и на косе Тузла были установлены 47 орудий береговой артиллерии Новороссийской военно-морской базы и размещалась армейская крупнокалиберная артиллерия. К проведению Керченско-Эльтигенской десантной операции привлекалось 150 тыс. (по другим данным около 130 тыс. человек), свыше 2 тыс. орудий и миномётов, 125 танков, 119 катеров различных классов, 159 вспомогательных судов, свыше 1000 самолётов 4-й воздушной армии (214-я шад) и авиации Черноморского флота.
Высадкой десанта руководили: на главном направлении командующий Азовской военной флотилией контр-адмирал С. Г. Горшков, на вспомогательном — командующий Новороссийской военно-морской базы контр-адмирал Г. Н. Холостяков.
Немецко-румынские войска на Керченском полуострове располагали живой силой около 85 тыс. солдат и офицеров 5-го армейского корпуса 17-й немецкой армии в составе 98-й пехотной дивизии немцев, двух румынских дивизий 3-й горной и 6-й кавалерийской  и около десяти отдельных частей и команд, а также артиллерия, танки и авиация. Полуостров имел три рубежа обороны глубиной до 80 километров. Мелководный Керченский пролив и подходы к нему были густо минированы, причём в основном донными минами, трудно поддающимися тралению.

## Состав десанта
- Десант в районе Керчи:

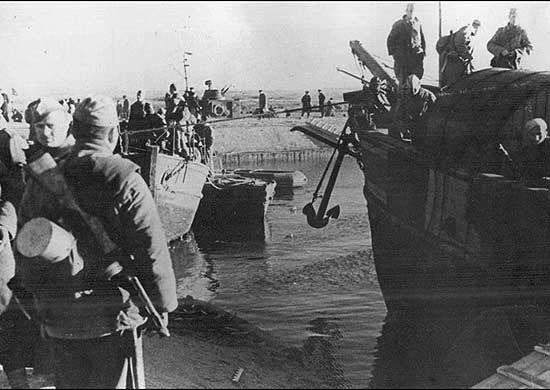
Подразделение советских десантников перед отплытием к берегам Керченского пролива.

  - 1-й гвардейский полк 2-й гвардейской Таманской дивизии
  - 369-й батальон морской пехоты ЧФ
  - Подразделения 10-го гвардейского стрелкового корпуса 56-й армии, в том числе 55-я гвардейская стрелковая Иркутская, ордена Ленина, трижды Краснознаменная, ордена Суворова дивизия имени Верховного Совета РСФСР.

Всего: около 75 000 человек
- Десант в районе Эльтигена:
  - 1331-й стрелковый полк 318-й стрелковой дивизии
  - 1337-й стрелковый полк 318-й стрелковой дивизии
  - 1339-й стрелковый полк 318-й стрелковой дивизии
  - 335-й гвардейский стрелковый полк 117-й гвардейской стрелковой дивизии
  - 1-й батальон 255-й стрелковой бригады морской пехоты
  - 386-й отдельный батальон морской пехоты Черноморского флота
  - 195-й Краснознаменный горно-миномётный полк

Всего: 9418 человек.

## Общий ход операции

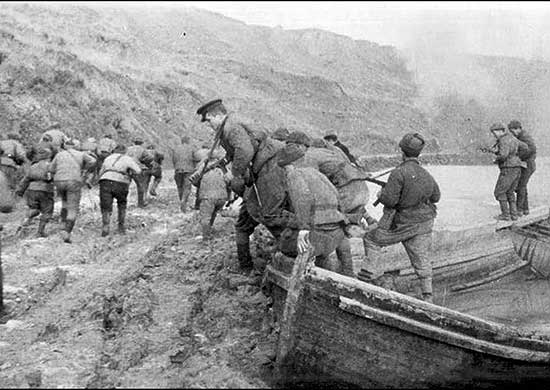
Штурмовой десант в бухте Керчи.

31 октября 1943 года вечером началась посадка десантных войск на корабли и суда. Опорными пунктами являлись порт Тамань, а также специально организованные причальные комплексы в районе хутора Кротки (т. н. «порт Кротково») — ныне не существующий населённый пункт бывший в 9 км к западу от станицы Тамань. В ходе операции в качестве десантных средств активно использовались торпедные катера типа Г-5. Десант размещался в торпедных желобах, а для повышения вместимости наращивались дощатые борта. Кроме этого, были использованы более 150 гражданских плавсредств, имеющиеся в наличии (баркасы, шаланды, рыболовецкие шхуны и.т.п)
Однако из-за сильного шторма десант 56-й армии не смог высадиться своевременно.
Десант 18-й армии (под командованием К. Н. Леселидзе) 1 ноября 1943 года скрытно высадился в районе Эльтигена и захватил плацдарм до 5 км по фронту и до 2 км в глубину.
Воспользовавшись тем, что противник сосредоточил основные силы для борьбы с десантом 18-й армии, Азовская военная флотилия в ночь на 3 ноября высадила северо-восточнее Керчи десант 56-й армии, который к 12 ноября захватил плацдарм на участке от Азовского моря до предместья Керчи.

К 4 декабря 1943 года на плацдарм было переправлено 75 тыс. человек, 769 орудий и миномётов, 128 танков, 7180 т. боеприпасов и большое количество других грузов.
Противник спешно стал перебрасывать на Керченский полуостров из района Перекопа резервы и подкрепление, предпринял сильные контратаки, стремясь сбросить десант в море, однако войска 56-й армии закрепились и смогли удерживать плацдарм до начала Крымской операции 1944 года.

## Действия флота

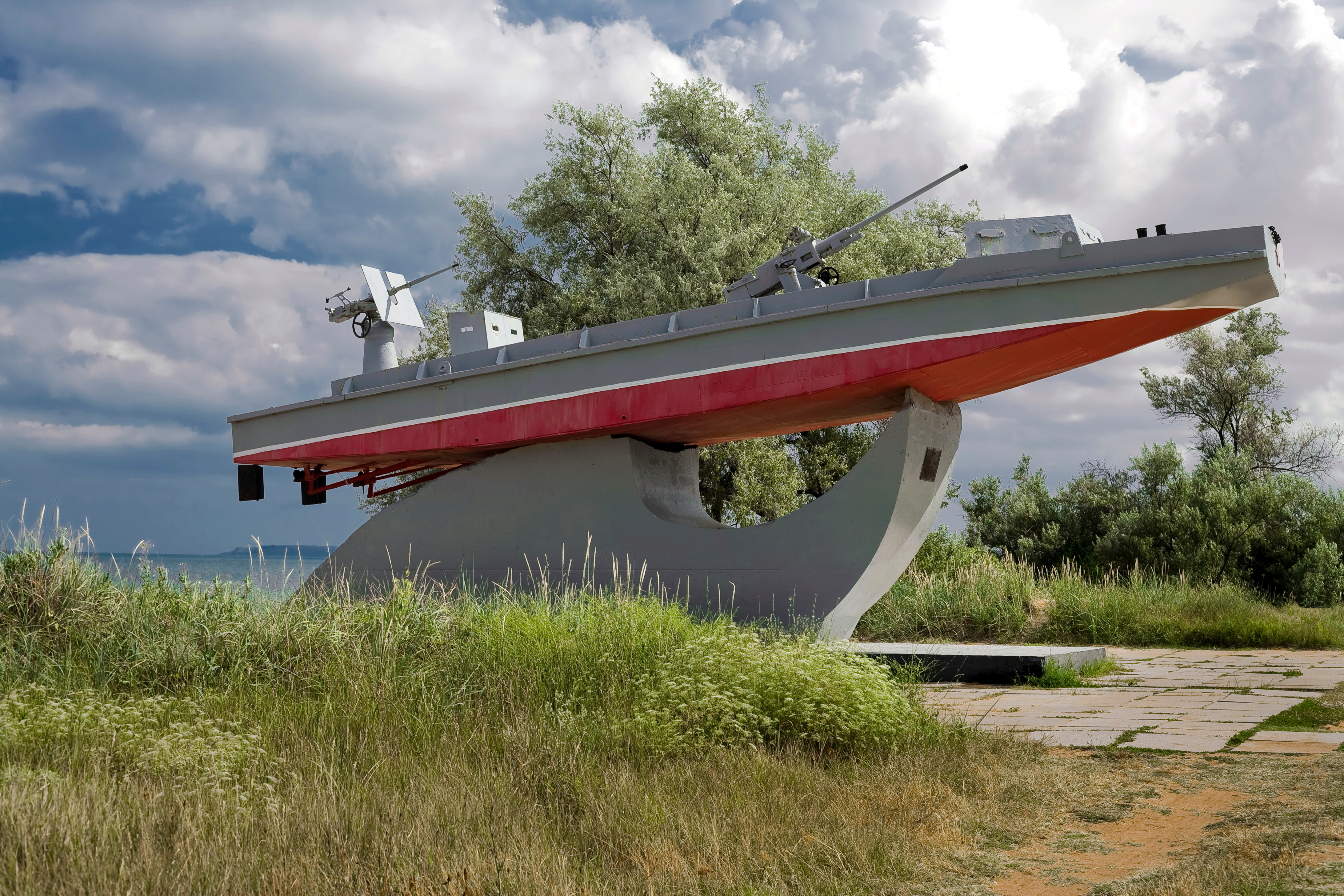
Мотобот ПВО-24 (командир лейтенант Николай Николаевич Карпович), погибший со всем экипажем и десантом в Камыш-Бурунской бухте в ночь с 25 на 26 ноября 1943 г. в бою с немецкой быстроходной десантной баржей, поднятый со дна, и установленный в 1978 году как памятник Эльтигенскому десанту в пос. Героевское

Несмотря на общее превосходство Черноморского флота и Азовской флотилии над отдельными морскими частями Германии и Италии, базирующимися в Крыму, немецкому командованию удалось обеспечить практически полную морскую блокаду Эльтигенского десанта, сосредоточив на этом участке превосходящие силы.
Немецкий надводный флот в данном районе, имеющий в своём составе в основном быстроходные десантные баржи, вооружённые двумя зенитными орудиями крупного калибра (75 мм — 88 мм) и двумя-четырьмя зенитными автоматами среднего калибра (20 мм — 37 мм), превосходил по огневой мощи и количеству группировку советских сторожевых и торпедных катеров.
Применение же крупных боевых кораблей ЧФ в узком и мелководном Керченском проливе полностью исключалось из-за минной опасности и угрозы атак с воздуха.
В ходе высадки десантные средства не могли подойти вплотную к берегу из-за организованных неприятелем противодесантных сооружений в воде (охранные линии из колючей проволоки, снабжённые сигнальными элементами, простреливаемые пулемётами). В результате этого высадка производилось на значительном удалении от берега, и многие бойцы погибли, так как полная выкладка не дала возможности добраться до мелководья.
По данным штаба десанта безвозвратные потери ЧФ с 1 ноября по 6 декабря 1943 года составили 93 плавединицы: 5 — в боях с БДБ противника, 41 — от артиллерийского огня береговых батарей, 24 — во время шторма, 13 — подорвались на минах, 7 — потоплены
авиацией и 3 — по неизвестным причинам.
В итоге, уже начиная с 3 ноября перевозки войск, техники и боеприпасов на эльтигенский плацдарм стали непрерывно сокращаться и к 9 ноября — полностью прекратились, хотя отдельные катера всё же прорывались к морским десантникам.
Снабжение десанта в основном легло на плечи авиации, что не могло в полной мере обеспечить необходимые объёмы перевозок. В результате не хватало снаряжения и боеприпасов, среди десантников начался голод.
Для поддержки десантной операции на берегу Таманского полуострова была организована артиллерийская группировка на участке от мыса Тузла до мыса Панагия, куда из-под Туапсе была перебазирована береговая артиллерийская батарея №743, оснащённая 3Х130 мм корабельными пушками с крейсера «Коминтерн».

## Действия авиации
Основные боевые вылеты советской авиации во время Керченско-Эльтигенской десантной операции приходились на огневую поддержку десантников и сброс грузов.
В то же время выполнялись боевые задания по уничтожению кораблей и плавсредств противника. Например, штаб 11-й штурмовой авиадивизии заявил об уничтожении в ходе операции 26 немецких БДБ, 6 сторожевых катеров, одного парома «Зибель» и нанесении повреждений 41 БДБ, 11 сторожевым катерам, 4 баржам и одному ТКА.
При этом отмечалось мощное противодействие ПВО противника.

## Эльтигенский десант

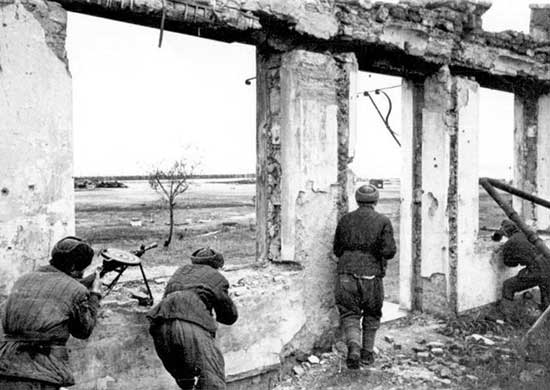
Бой советских десантников на окраине Керчи.

Особенно ожесточённые бои развернулись в районе Эльтигена.
Десант 18-й армии, подвергаясь непрерывным атакам противника с суши и с воздуха, был оттеснён к морю и удерживал территорию в 4 км².
В ночь с 6 на 7 декабря 1943 года, в связи с недостатком боеприпасов было принято решение отвести под покровом ночи основные силы десантников в район горы Митридат. Для прикрытия отхода была оставлена группа добровольцев в составе 30 человек. Они продолжали вести бой остатками боезапаса до утра. Были смяты превосходящими силами, но свою задачу выполнили. Основным силам Эльтигенского десанта удалось передислоцироваться к южной окраине Керчи и занять гору Митридат, а также пристань Угольную. Из 30 добровольцев Эльтигенского заслона в живых осталось 3 человека. Бой против заслона вели румыны.
Во время прорыва подразделений Эльтигенского десанта под командованием полковника Гладкова сквозь охранение румынских войск к горе Митридат, в предместье Керчи отдельные группы бойцов, гонимые голодом, предприняли неорганизованный поиск продовольственных складов в тылу противника. В книге «Оптимистическая трагедия» историка Андрея Кузнецова есть краткое описание подобного эпизода:
Одна из отставших групп десантников разгромила в Керчи штаб 22-го румынского батальона и захватила его знамя. 18 человек прошли через весь город, перешли незамеченными линию фронта и вышли к своим на основном плацдарме. Этот случай вызвал даже скандал, поскольку бойцы дошли до огневых позиций нашей артиллерии в тылу, но никто их ни разу не спросил, кто они и откуда!
9 декабря десантники под давлением превосходящих сил противника оставили вершину горы и заняли предместье г. Керчи. Не имея возможности оказать помощь десанту, советское командование 11 декабря на судах Азовской военной флотилии эвакуировало его, вывезя за два дня 1440 человек.

## Итоги операции
Керченско-Эльтигенская десантная операция была одной из наиболее крупных десантных операций Великой Отечественной войны. Хотя советским войскам не удалось освободить Керченский полуостров, Керченско-Эльтигенская десантная операция имела важное военно-политическое значение: в результате её были оттянуты с перекопского направления значительные силы противника и сорвано его намерение нанести контрудар по наступающим войскам 4-го Украинского фронта. Захваченный Керченский плацдарм был использован в дальнейшем при освобождении Крыма в апреле 1944 года в ходе Крымской наступательной операции.
За боевые заслуги в Керченско-Эльтигенской десантной операции наиболее отличившиеся дивизии, части и корабли преобразованы в гвардейские и награждены орденами; 129 воинов были удостоены звания Героя Советского Союза.
В память об операции был выпущен памятный знак «Участник Эльтигенского десанта».

## Память

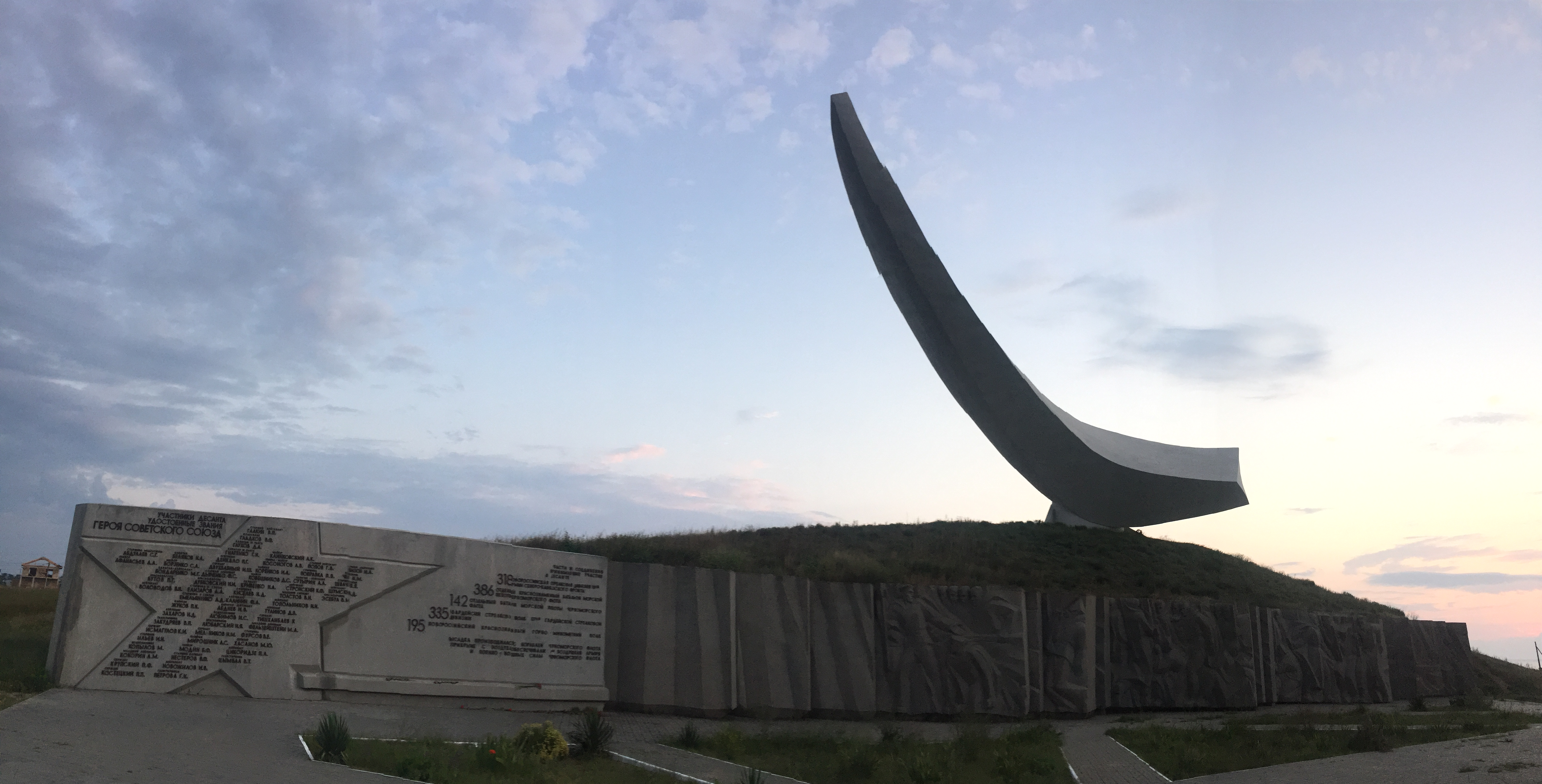
Монумент «Парус»

- Уже в 1944 году на вершине горы Митридат на основе эскизов академика М. Я. Гинзбурга по проекту архитектора А. Д. Киселёва был воздвигнут обелиск Славы. Монумент был открыт 8 октября 1944[13] и стал одним из первых капитальных памятников Великой Отечественной войны на территории СССР[13].
- В 1978 году в пос. Героевское был установлен как памятник погибшим десантникам поднятый со дна и восстановленный мотобот ПВО-24.
- Парус — мемориал в честь участников Керченско-Эльтигенского десанта.
- В 2015 году Банк России выпустил памятную монету с изображением памятника участникам Керченско-Эльтигенского десанта.
- 1 марта 1981 года в честь места героической высадки десанта советских войск в Крыму в ноябре 1943 года астероиду, открытому 26 сентября 1971 года астрономом Т. М. Смирновой в Крымской астрофизической обсерватории, присвоено наименование 2217 Eltigen[14][15].
- В память о бойцах Красной Армии и моряках Черноморского флота, погибших в ходе Керченско-Эльтигенской операции, в 2017 году Военно-Техническое Общество провело форсирование Керченского пролива на бронеавтомобилях БРДМ-2, которые по воде преодолели расстояние 15 км. Мероприятие вошло в Книгу рекордов России[16]. Это мероприятие стало ежегодным; в 2020 году одна машина утонула, а две других получили приказ возвращаться[17]